# Sankt Lambrecht
Sankt Lambrecht is een gemeente in de Oostenrijkse deelstaat Stiermarken, en maakt deel uit van het district Murau.
Sankt Lambrecht telt 1916 inwoners.
Het Stift van Sankt Lambrecht is een benedictijner klooster in deze gemeente en ligt op 1072 meter boven de zeespiegel.
Stadsgemeenten:
Murau ·
Oberwölz

Marktgemeenten:
Mühlen ·
Neumarkt in der Steiermark ·
Sankt Lambrecht ·
Sankt Peter am Kammersberg
Scheifling ·

Overige gemeenten:
Krakau ·
Niederwölz ·
Ranten ·
Sankt Georgen am Kreischberg ·
Schöder ·
Stadl-Predlitz ·
Teufenbach-Katsch
- Gemeinsame Normdatei: 4105322-9
- Library of Congress Control Number: no2004114615
- MusicBrainz: f09ce796-c3b3-4bce-a6aa-5065213dc1b0
- Nationale Bibliotheek van Tsjechië: xx0319913
- Nationale Bibliotheek van Israël: 987007478046205171
- Virtual International Authority File: 127023893
- WorldCat: E39PBJdx6ywPpDwfPFTD6Pq84q